# RSI Rete Tre
RSI Rete Tre (nota anche solo come Rete Tre) è il terzo canale radiofonico della RSI Radiotelevisione della Svizzera italiana succursale della SSR SRG Radiotelevisione svizzera. Si riceve sulle frequenze analogiche FM nella zona italofona della Svizzera (Canton Ticino e parte del Canton Grigioni). Dal 2009 grazie alla tecnologia di trasmissione DAB+ è ricevibile in tutta la Confederazione Elvetica.
Fondata alle 00:03 del 1º gennaio 1988, Rete Tre è l'emittente per il pubblico giovane che trasmette musica rock e pop, attenta alle tendenze non solo musicali e caratterizzata da un'animazione di taglio umoristico e dal costante contatto con gli ascoltatori.
In occasione del Radioday 2010 Rete Tre della RSI è stata insignita del titolo di "Swiss Radio of the Year", premio già vinto nel 2008.
Dal 1 gennaio 2025, Rete Tre non viene più trasmessa in FM.

## Loghi

1988-1999[senza fonte]
Logo utilizzato fino a febbraio 2009
Logo utilizzato fino al 29 febbraio 2012
Logo utilizzato dal marzo 2012

## Programmi trasmessi
I programmi trasmessi più conosciuti sono quelli di carattere ironico. Sono infatti numerose le gag raccontate dalla radio, con i suoi numerosi personaggi inventati, legati a vicende successe nel Canton Ticino. In ordine casuale: gli Annovazzi, Faustino, Diktat il Dittatore, la signora Mario, l'agente Duilio Gianinella, l'avvocato Turner, Daniel l'alieno a due teste, l'Horroroscopo, Lindo Vino, Oetzi, la recluta Carletto, Blob, l'Elvezio e il Tano, Vladimir Vasslina, Alce e Baggiana, e tanti altri.
Regolarmente vengono pubblicate raccolte su Compact Disc di queste gag, spesso date in omaggio ai radioascoltatori.
Rete Tre offre tre edizioni del radiogiornale e numerosi notiziari d'attualità. Programmi di carattere culturale, d'attualità e di promozione della scena musicale ticinese. Baobab, dal lunedì a venerdì dalle 16.00 alle 17.00, è lo spazio di approfondimento per eccellenza.
Alcuni servizi giornalistici e sketch dell'emittente svizzera hanno vinto premi di qualità.
È la rete radio concepita anche per avere il maggior contatto con il pubblico, per questo motivo alcune volte trasmette i suoi programmi fuori dalla sede di Lugano Besso in occasione di eventi musicali di importanza regionale, nazionale ed internazionale. Alcuni di questi sono: Palco ai Giovani, Festate, Estival Jazz, Bellinzona Blues Session, Paléo Festival Nyon, Montreux Jazz Festival, Street Parade, Blues to Bop.

## Conduttori, comici e giornalisti
- Alessio Arigoni "Dj Stercoraro"
- Paolo Attivissimo
- Mary Birch-Bagutti
- Angelo Caruso
- Herbert Cioffi
- Gian-Andrea Costa "Gian"
- Luka Ferrara "Rudeboy"
- Simona Foglia
- Maurizio Forte "Dj Monnezza"
- Carlotta Gallino "Charlie"
- Paolo Guglielmoni
- Alessandro Lorenzetti "Lorenz"
- Rosy Nervi
- Andrea Nicolini "Griso"
- Luca Paltrinieri "Paltrax"
- Ottavio Panzeri
- Simone Rissone
- Flavio Sala
- Christian Testoni
- Alessandra Visentini
- Tijana Riva "Tiki"
- Michele Serra
- Max Rossi
- Fabrizio Piemonte
- Sanna Cadiula "Charlie"

## Conduttori e giornalisti di Baobab
- Manuela Bieri
- Alessia Caracciolo
- Paolo Cortinovis
- Claudia Demircan
- Luisa Perego
- Andrea Rigazzi
- Paolo Riva
- Natasha Bandecchi
- Angelica Arbasini
- Federico Maffezzoli